# 巴茹·贝纳塞拉夫
巴茹·贝纳塞拉夫（Baruj Benacerraf，1920年10月29日—2011年8月2日）是一位委内瑞拉裔美国医学家，他的主要工作领域是免疫学和移植医学。1980年他与乔治·斯内尔和让·多塞一起因“发现了控制免疫反应的、遗传的细胞表面结构”而获得诺贝尔生理学或医学奖。

## 生平
巴茹·贝纳塞拉夫于1920年出生于委内瑞拉卡拉卡斯，他的雙親都是來自北非的猶太人，母親來自阿爾及利亞，父親是摩洛哥的一位富有的地毯商人。他的童年和少年（从1925年至1939年）是在法国巴黎度过的，并在那里上中学。
1939年贝纳塞拉夫居家移居纽约。至1942年为止巴茹·贝纳塞拉夫在哥伦比亚大学学医。1943年他加入美国籍，此后他又在里士满的弗吉尼亚医学院继续学习。1945年他获得医学博士学位，并在纽约昆斯医院成为助理医生，后来他转移到法国南锡的军医院。服役满后他在哥伦比亚大学的微生物学系从事研究工作。
1956年贝纳塞拉夫被授任纽约大学比较病理学特殊教授。1960年他成为正式教授。1970年波士顿的哈佛大学聘请他为比较病理学教授，他在哈佛大学工作直至退休。

## 成就
巴茹·贝纳塞拉夫和他的另两位获得诺贝尔奖的同事一起对移植后组织的免疫相容性研究做出了巨大贡献。他们通过试验证明这个相容性是遗传决定的。他们证实白血球表面携带着与其它细胞相同的表面结构。这样他们可以建立一种与血型类似的免疫理论系统。通过他们的工作科学家才能够对免疫相容性进行试验研究。今天医生只要通过验血就可以确定移植器官会引起怎样的免疫反应。
贝纳塞拉夫与多塞主要研究免疫表面结构的机关分子，而斯内尔则主要研究其基因。

## 家庭
1943年他与Annette (nee Dreyfus) Benacerraf(1922-2011)结婚，女儿Beryl Rica Benacerraf于1949年出生。